# Jeanménil
Jeanménil település Franciaországban, Vosges megyében. Lakosainak száma 1108 fő (2022. január 1.). Jeanménil Autrey, La Bourgonce, Brû, Housseras, Rambervillers, Saint-Benoît-la-Chipotte, Saint-Gorgon, Saint-Remy és La Salle községekkel határos.

## Népesség
A település népességének változása:
| Lakosok száma | 1127 | 1108 | 1145 | 1113 | 1116 | 1119 | 1115 | 1112 | 1108 |
|               | 2013 | 2015 | 2016 | 2017 | 2018 | 2019 | 2020 | 2021 | 2022 |